# Мария Кукубайска
Мария Кукубайска (на македонска литературна норма: Марија Кукубајска) е писателка, поетеса и преводачка от Северна Македония.

## Биография
Родена е през 1950 година в Щип, тогава във Федерална Югославия. Завършва Филологическия факултет на Скопския университет. Член е на Дружеството на писателите на Македония от 1957 година. Става професор в катедрата за чужди езици в Щипския университет „Гоце Делчев“.